# Echoes (Pink Floyd)
Echoes è un brano musicale pubblicato come sesta e ultima traccia nell'album Meddle dei Pink Floyd.

## Descrizione
La lunga suite (di 23 minuti e 31 secondi) occupa tutto il lato B dell'album e inizia con una nota di pianoforte acuta (Si) e ripetuta varie volte (l'effetto è la nota d'eco di un sonar, ottenuto mediante il passaggio del segnale dello Steinway di Rick Wright in un Leslie) ed è supportata dal testo di Roger Waters.
La suite venne composta a partire da una serie di 36 differenti idee musicali, grazie alle quali registrarono la versione provvisoria "Nothing, parts 1-24". Successive evoluzioni delle 24 parti ottenute portarono alla creazione di "The Son Of Nothing" e in seguito "Return of the Son of Nothing". Tempo dopo la suite, ormai del tutto finalizzata, venne rinominata Echoes.
La canzone ha dato il nome all'antologia Echoes: The Best of Pink Floyd del 2001, dove è contenuta come quinta traccia in una versione ridotta di 16:30 minuti.

## Struttura
L'introduzione è stata composta da Wright e creata per mezzo di un'estensione del suono di un pianoforte a coda amplificato mediante un altoparlante Leslie e una nota acuta prodotta dalla slide guitar di Gilmour. Dopo pochi minuti entra la batteria e a seguire la strofa, composta sempre da Wright, cantata da Gilmour per la melodia principale e da Wright per l'armonizzazione. Dopo la prima esposizione completa di strofe e ritornelli, e un lungo assolo di chitarra elettrica in climax, il brano sfocia in un'improvvisazione di stampo prettamente funk, nata attorno ad un giro di chitarra scritto da Gilmour, raddoppiato dal basso di Waters, che lentamente si dissolve, lasciando lo spazio al vento ululante e ad altri suoni creati dalla chitarra distorta slide di David Gilmour e dal basso slide di Waters.
L'organo Farfisa di Wright fa riemergere il brano dalle ceneri, in un ulteriore crescendo di stampo progressive psichedelico, sempre opera compositiva del tastierista. Il brano si riaggancia all'esposizione principale di strofe e ritornelli, e termina con un assolo di Gilmour intrecciato con il piano di Wright, a sfumare. Nella coda, la band si produce in una finezza di studio: riproduce l'effetto della Scala Shepard, ottenendo l'effetto di un coro che apparentemente sale costantemente nell'intonazione, ma in realtà è ciclico.

## Interpretazione del testo
Il brano parla di due vicende: la storia di un uomo che guardando il cielo mentre pensa ad una persona che ama (per alcuni la sua donna, per altri egli si sta rivolgendo a Dio) si chiede da dove provenga la vita, e la storia stessa della Genesi del mondo.
Il brano si apre con un'acuta nota di pianoforte ripetuta che rievoca il suono di una goccia d'acqua che cade sulla terra; ad un'iniziale introduzione di Wright si aggiungono la chitarra di David Gilmour ed in seguito il basso e le percussioni.
Dopo qualche minuto inizia la prima strofa, la quale richiama subito un senso di "congelamento del tempo" ("Sospeso sopra le nostre teste, l'albatro rimane immobile sull'aria...") e di meditazione sull'origine di tutto ciò che ci circonda ("...E nessuno ci ha mostrato alla terra, e nessuno conosce i dove o i perché...").
Dopo un breve intermezzo musicale di sapore blues vi è la seconda strofa, nella quale il narratore della vicenda sembra rivolgersi a Dio che dopo aver creato la vita ed essere venuto in contatto con l'uomo (due sguardi di stranieri si incontrano per strada, ed io sono te e quello che vedo sono io), gli chiede di "portarlo nella Terra", ricevendo come risposta, però, il timore dell'uomo al quale guardando in alto sembra di non vedere nulla ("...E io Ti prenderò per mano e Ti porterò nella terra, ma aiutami a capire meglio che posso...", "...Nessuno ci fa abbassare lo sguardo ma nessuno vola intorno al Sole...").
Il brano prosegue con un assolo di chitarra di Gilmour che sfocia in una parte del brano in stile funk nel quale si alternano improvvisazioni di chitarra elettrica ed organo per qualche minuto, concludendosi in un suono di vento e di echi ai quali si aggiungeranno degli striduli fischi psichedelici, ottenuti con la tecnica del reverse applicata ad un Cry Baby.
In seguito, da quei lontani e spettrali suoni emergerà un lungo intermezzo strumentale guidato da un organo synth che esploderà in un fragoroso riff di chitarra. Ciò starebbe a simboleggiare che dopo il Big Bang, dopo le piogge e la quiete, vi sarà un momento di "magia divina" che esploderà nella vita.
Dopo di ciò riprende il tema della strofa, nella quale si intravede ora un senso di contemplazione e fiducia in un qualcosa che, anche se sconosciuto, ci è legato e ci invita a raggiungerlo.
Il brano si conclude con un'ultima parte musicale simile all'introduzione, ma dalla struttura contraria: strofa - chitarra e tastiera - tastiera, terminando con lo stesso "si" che aveva aperto il brano, e con un vento potente ma non distruttivo che "porta via con sé" la vita dell'uomo, che ritorna dove tutto è cominciato.

## Video musicale
Un video musicale per Echoes in una versione demo ridotta è stato pubblicato in occasione dell'uscita del cofanetto The Early Years. Il video, della durata di sette minuti, è intitolato Nothing Part 14.

## Formazione

### Pink Floyd
- David Gilmour: chitarra, chitarra slide, voce.
- Nick Mason: batteria e percussioni.
- Roger Waters: basso elettrico.
- Rick Wright: pianoforte a coda, organo Hammond, organo Farfisa, tastiera, voce.